# HD 193944
HD 193944，又名BD+53 2384，SAO 32491、HR 7791，是一颗恒星，视星等为6.18，位于銀經89.08，銀緯9.6，其B1900.0坐标为赤經20h 17m 51.2s，赤緯+53° 9.6′ 41″。